# Boeing 720
Boeing 720 er en mellemdistanceversion af det firemotorede passagerfly Boeing 707, dog med så store forskelle at Boeing valgte anden modelbetegnelse. 
Boeing 720 findes i to versioner, Boeing 720 og Boeing 720B (større motorkraft).
I Danmark blev Boeing 720 indkøbt og taget i brug af lufttfartsselskaberne Maersk Air og Conair.

### Fodnote
1. ↑  BOEING – Commercial Airplane – Boeing 720 – Tredje afsnit: Outwardly the model 720 resembled the 707, but it was a very different airplane.